# Virreinato de Yekaterinoslav
El virreinato de Yekaterinoslav fue una división administrativa del Imperio ruso creada el 26 de marzo de 1783 al fusionar las gobernaciones de Nueva Rusia y de Azov. El 31 de diciembre de 1796, se incorporó a la gobernación restablecida de Nueva Rusia.

## Historia
Formado en 1783 por la unión de las gobernaciones de de Nueva Rusia y las zonas occidentales de la de Azov.
En primer lugar se componía de los uyezds de Alejandría, Olviopol, Elisavetgrado, Oleksopol, Bahmutskiy Donetsk, Yekaterinoslav, Kostyantynohrad, Kremenchuk, Mariupol, Novomoskovsk, Pavlograd, Poltava y Jersón.
Un documento oficial ruso atestigua spbre la población de la gobernación en 1784: 

"la mayor parte de los habitantes... están compuestos por rusos, seguidos de griegos, serbios, armenios, georgianos, moldavos, colonos menonitas, judíos, y un pequeño número de calmucos que deambulan por las estepas, adyacente al mar de Azov en su lado oriental. El número total de residentes es de 419 442 almas masculinas, incluida la nobleza. La creencia principal es la griega y la católica, pero en vista de los diferentes tipos de personas asentadas aquí, otras religiones son toleradas".

En 1789, el uyezd de Hradizka de la gobernación de Kiev se anexó a la gobernación de Yekaterinoslav, y en enero de 1792 a la tierra de Edison entre el Bug Meridional y el Dniéster, que se retiró al Imperio ruso en 1791.
El 13 de junio de 1795, tres uyezds fueron transferidos a la recién creada gobernación de Voznesenske, a saber, Elisavetgrado, Novomyrgorod y Jersón.
Tras un nuevo capítulo en el curso de las reformas administrativo-territoriales de Pablo I del 12 de diciembre de 1796, se abolió el virreinato y se formó la gobernación de Nueva Rusia en su lugar.